# Stenaoplus
Stenaoplus is een geslacht van insecten uit de orde vliesvleugeligen (Hymenoptera) en de familie Ichneumonidae.

## Soorten
- S. albapex Heinrich, 1968
- S. albicoelus Heinrich, 1968
- S. albidescens Heinrich, 1968
- S. amoenior Heinrich, 1968
- S. atricinctus (Morley, 1919)
- S. bicolor Heinrich, 1968
- S. calvicoxa Heinrich, 1968
- S. crassior Heinrich, 1968
- S. filiformis Heinrich, 1938
- S. gracilops Heinrich, 1968
- S. impressus Heinrich, 1968
- S. intermedius (Cameron, 1903)
- S. japonicus (Cameron, 1886)
- S. khasianus (Cameron, 1903)
- S. laticoelus Heinrich, 1968
- S. maculipes (Smith, 1874)
- S. mesolineatus Heinrich, 1968
- S. monomaculatus Heinrich, 1968
- S. nigerrimus Heinrich, 1968
- S. nudimago Heinrich, 1968
- S. ornatitarsis (Cameron, 1904)
- S. pictus (Gravenhorst, 1829)
- S. pseudamoenior Heinrich, 1968
- S. scopamferens Heinrich, 1968
- S. semicircularis (Uchida, 1932)
- S. tricoloratus Heinrich, 1968
- S. trilobatus Heinrich, 1968
- S. varipes (Cameron, 1904)
- S. zikae Heinrich, 1968